# Bralići
Bralići – wieś w Chorwacji, w żupanii istryjskiej, w gminie Vrsar. W 2011 roku liczyła 24 mieszkańców.